# Mai địa thảo
Mai địa thảo (danh pháp hai phần: Impatiens walleriana) là một loài thực vật có hoa trong họ Bóng nước (Balsaminaceae). Loài này được Hook.f. mô tả khoa học đầu tiên năm 1868.

## Hình ảnh

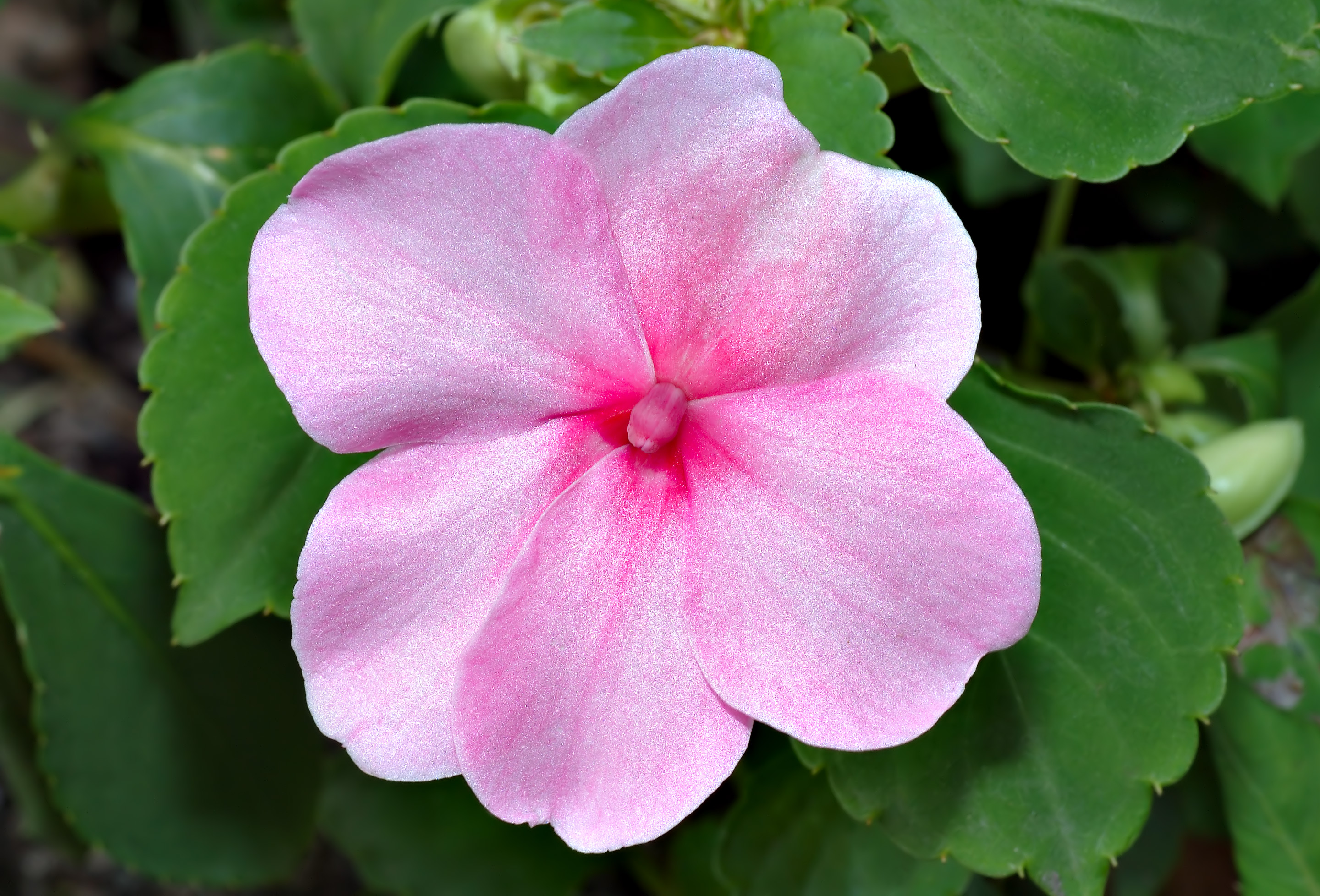
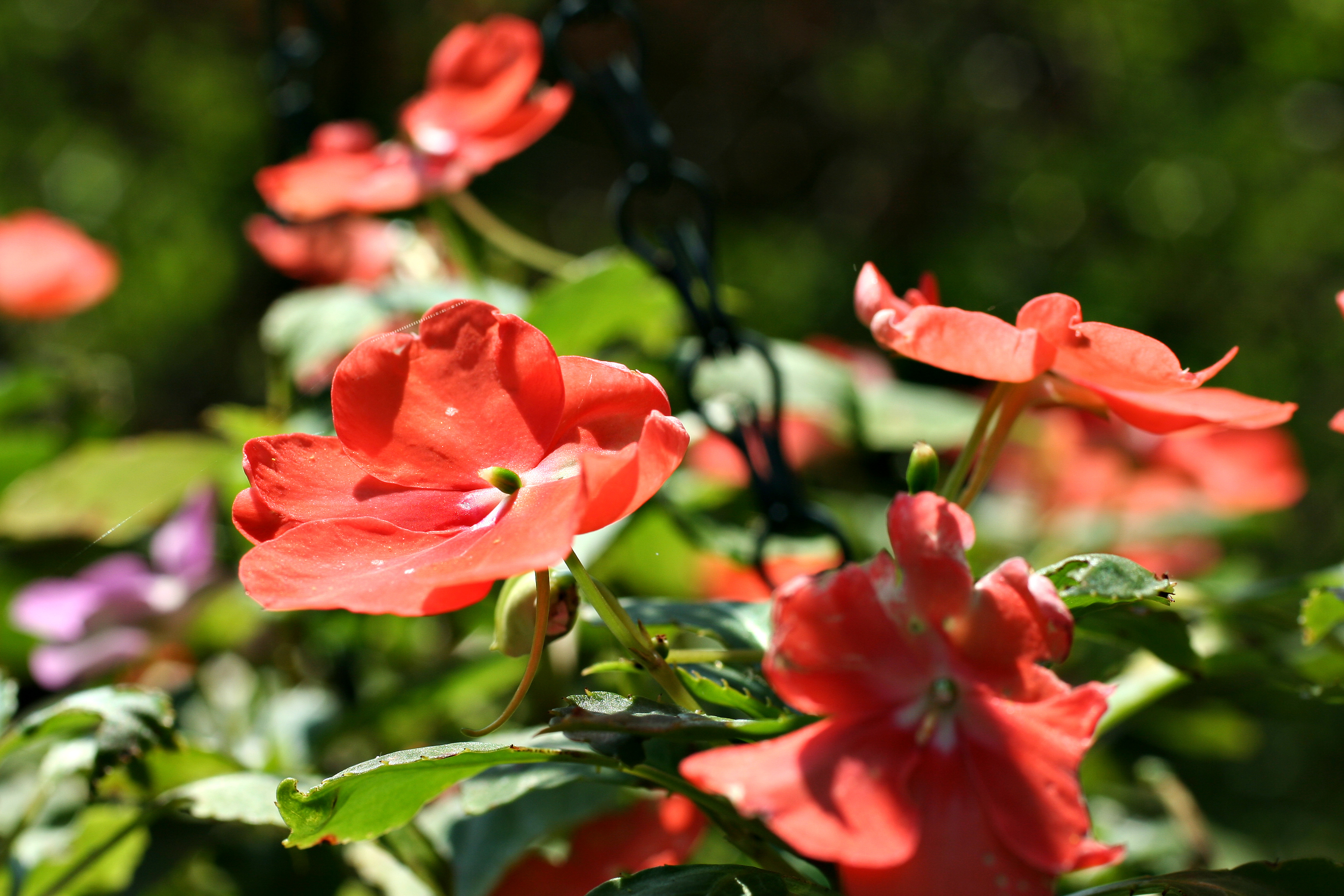
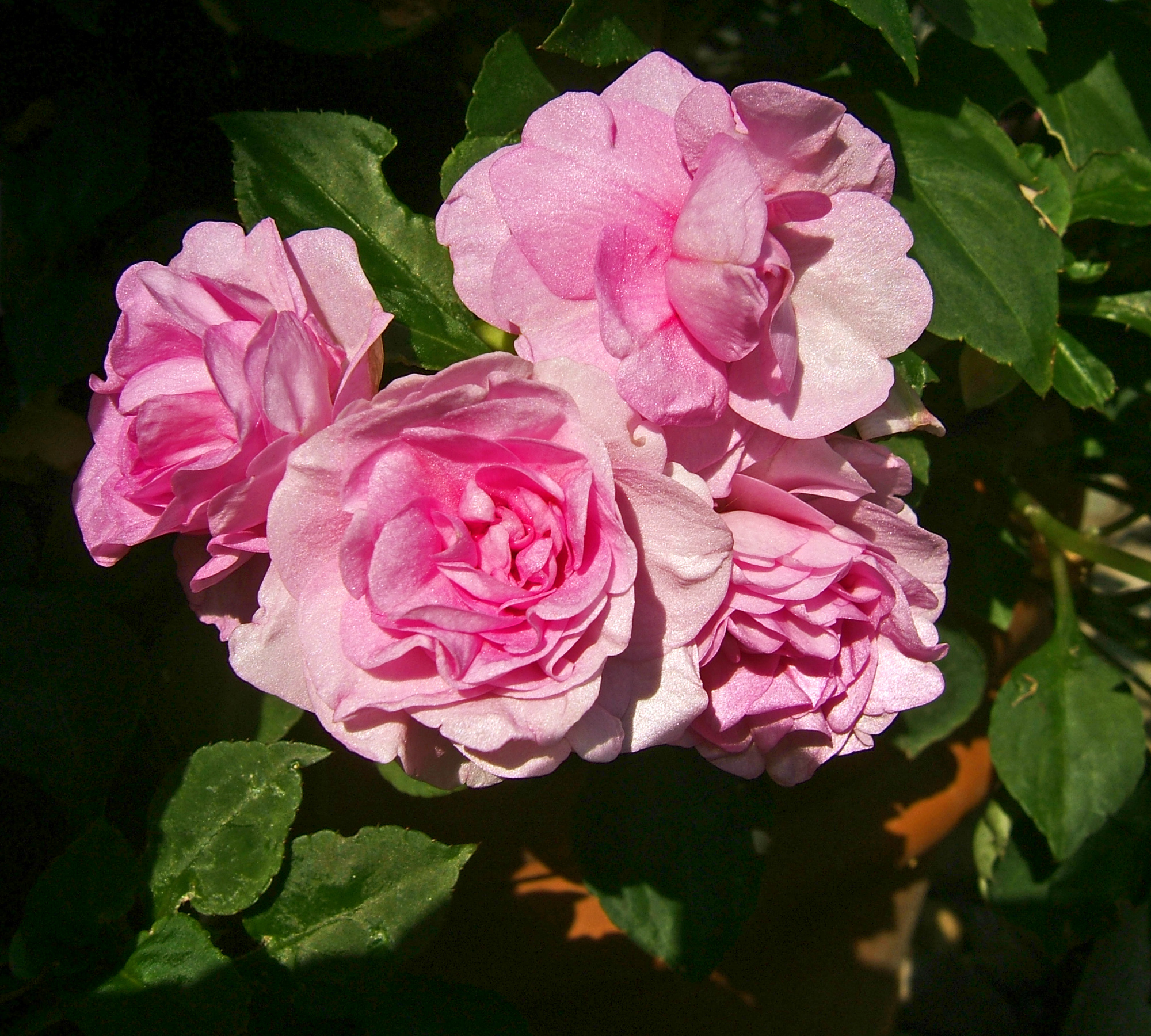
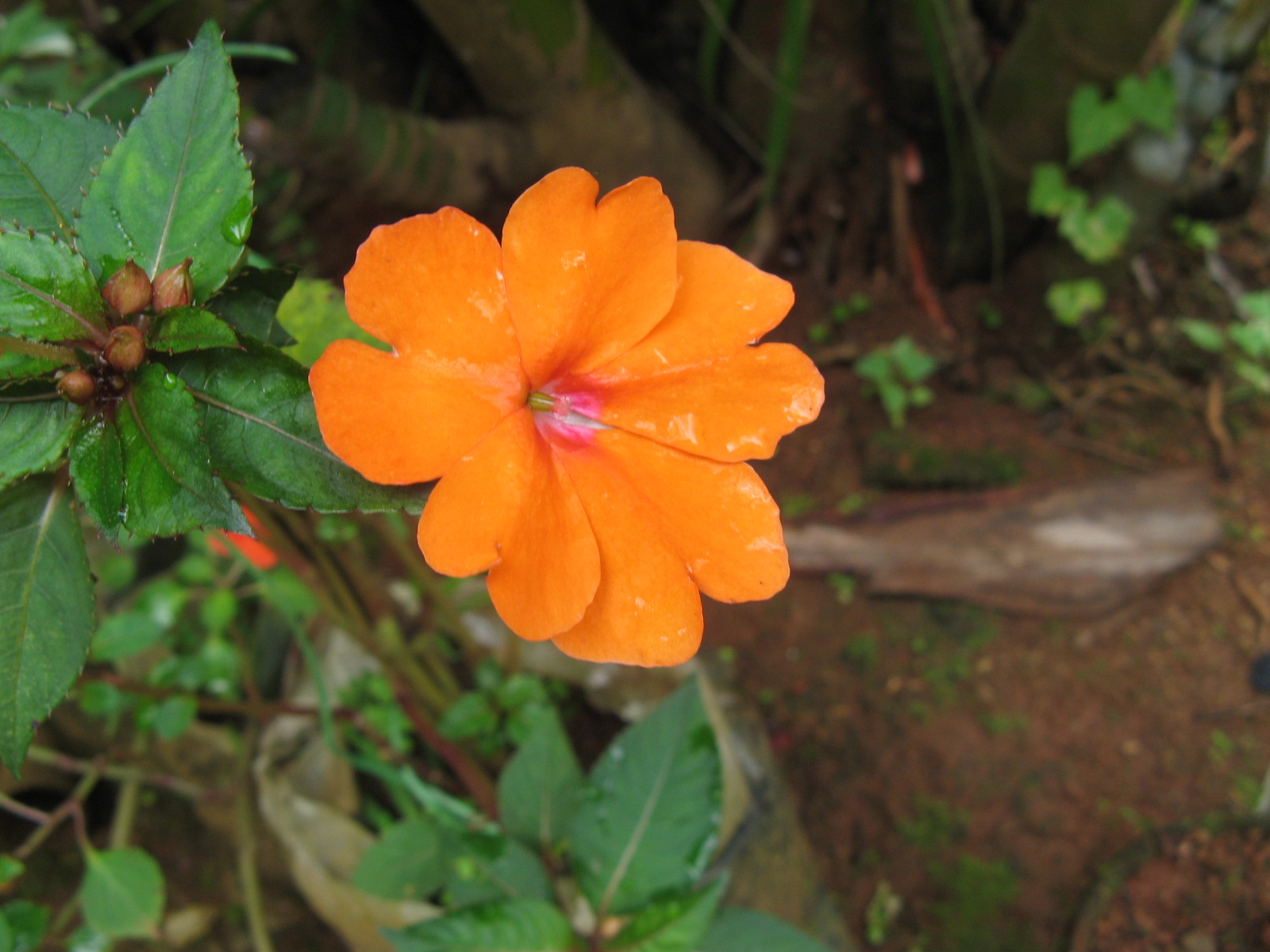